# Colle di Herrenfluh
Il colle di Herrenfluh (in francese: Col de Herrenfluh) è un valico delle montagne dei Vosgi, situato nell'Alto Reno, che è un punto di passaggio per la route des Crêtes (D 431). Collega Uffholtz a Wattwiller ma l'accesso da questa città avviene anche attraverso il versante sud-ovest del passo, dalla D 431 tramite la D 51.2. Il versante nord-orientale è nella discesa del passo Silberloch .

## Geografia
Situato ad un'altitudine di 837 m s.l.m., il passo collega la valle Egelbach (lato Uffholtz) con la valle Fluhbaechle (lato Wattwiller).
Il passo Herrenfluh è delimitato da un bosco composto prevalentemente da latifoglie con una leggera presenza di conifere.

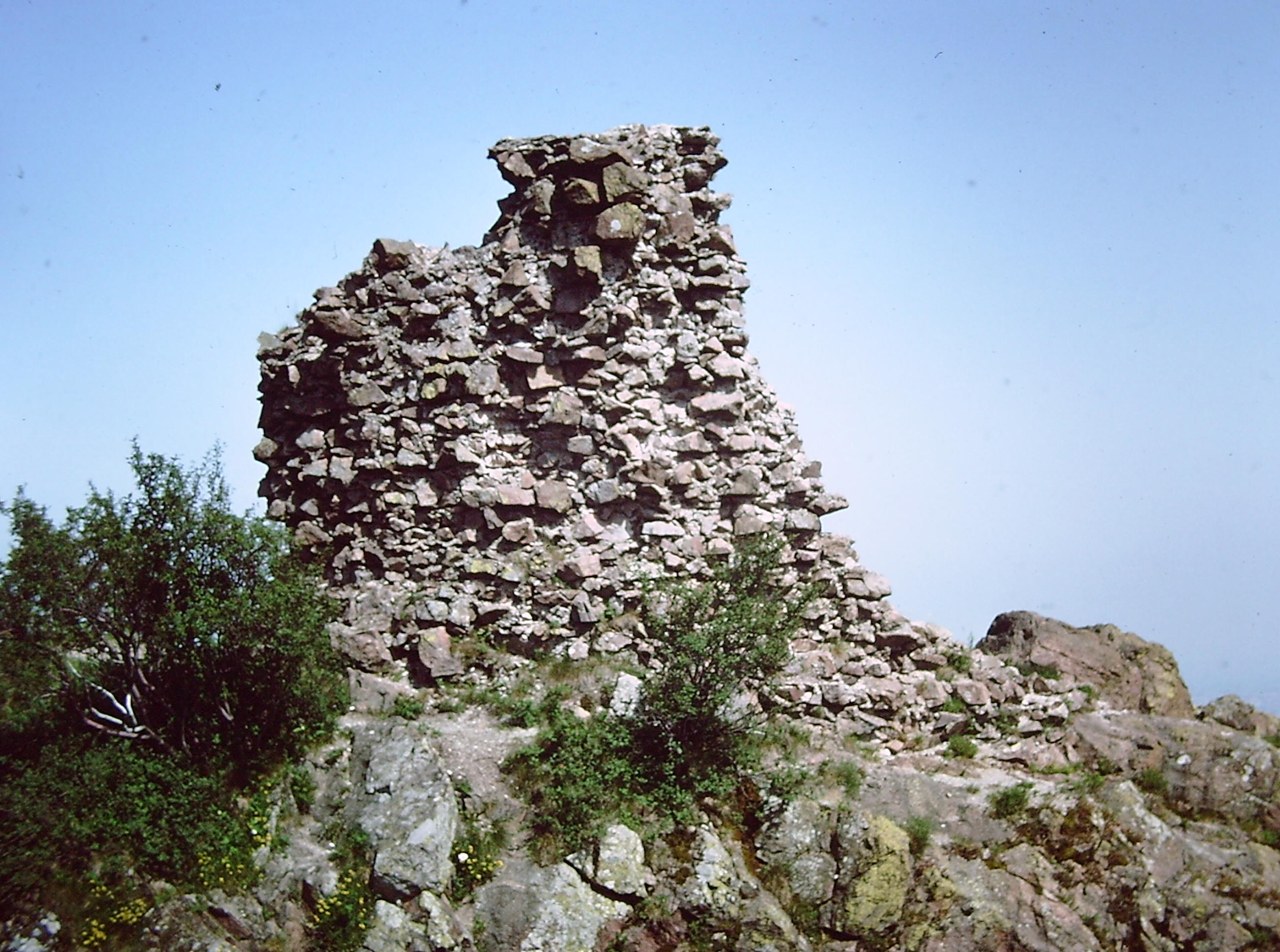
Resti del mastio e del castello di Herrenfluh.

Il castello di Herrenfluh, di cui rimangono alcuni resti, dista cento metri. Apparteneva ai conti di Ferrette che un tempo possedevano Cernay.

Il passo Henrenfluh faceva parte della guerra di trincea durante la prima guerra mondiale. Resti sono presenti a 20 metri dal parcheggio nel bosco. Le truppe che hanno occupato il passo durante la maggior parte della guerra sono le truppe tedesche. Hanno usato il castello come posto di osservazione. Alla fine di questa guerra che è durata quasi quattro anni, non c'erano più alberi, neanche biodiversità su tutto il passo.